# مجموعه امامزاده اسماعیل کرکور
مجموعه امامزاده اسماعیل کرکور مربوط به دوران‌های تاریخی پس از اسلام است و در شهرستان کهگیلویه، روستای کرکور واقع شده و این اثر در تاریخ ۹ اردیبهشت ۱۳۸۲ با شمارهٔ ثبت ۸۴۲۳ به‌عنوان یکی از آثار ملی ایران به ثبت رسیده است.